# Rojas, Mexiko
Rojas är en ort i Mexiko.   Den ligger i kommunen Valle de Santiago och delstaten Guanajuato, i den centrala delen av landet, 230 km väster om huvudstaden Mexico City. Rojas ligger 1 726 meter över havet och antalet invånare är 128.
Terrängen runt Rojas är kuperad söderut, men norrut är den platt. Runt Rojas är det ganska tätbefolkat, med 111 invånare per kvadratkilometer. Närmaste större samhälle är Valle de Santiago, 7,5 km väster om Rojas. Trakten runt Rojas består till största delen av jordbruksmark.